# Hypena furva
Hypena furva là một loài bướm đêm trong họ Erebidae.